# Mary Beth Evans
Mary Beth Evans (Pasadena, 7 marzo 1961) è un'attrice statunitense.
È nota principalmente per il ruolo di Kayla Brady in Il tempo della nostra vita.

## Biografia
Evans è nata a Pasadena (California) ed è cresciuta a Orange County (California).

## Vita privata
Ha sposato il chirurgo estetico Michael Schwartz il 3 novembre 1985. Hanno avuto tre figli, Daniel Luke (nato nel 1987), Katherine Elizabeth (nata nel 1990) e Matthew Joseph (nato nel 1993).

### Carriera
Evans è famosa soprattutto per aver interpretato Kayla Brady nella soap opera Il tempo della nostra vita dal 1986 al 1992, dal 2006 al 2009 e dal 2010 ad oggi.
Prima di entrare nel cast di DAYS, Evans ha interpretato Piper nella commedia romantica per adolescenti Lovelines. Ha recitato come guest star in numerose serie televisive tra cui Madame's Place, I ragazzi di padre Murphy, Supercar, Masquerade, Mai dire sì, Riptide, La signora in giallo, Law & Order - Unità vittime speciali, Detective Monk, Criminal Minds e Body of Proof.
Inoltre Evans è apparsa in altre soap opera diurne. Nel settembre 1993, ha iniziato a interpretare la malvagia Katherine Bell in General Hospital (e successivamente in Port Charles) fino all'ottobre 1999. Evans si è trasferita a New York City per interpretare Sierra Estaban in Così gira il mondo dal dicembre 2000 alla fine del 2005, riprendendo in seguito il ruolo di Sierra Estaban dal 2010 fino al finale della soap.
Dal 2010, Evans ha recitato nella serie web di soap opera The Bay nel ruolo di Sara Garrett.
Nel 2014 e nel 2015 Evans è apparsa anche nel ruolo di Catherine Hendrie nella serie drammatica Chasing Life.

## Filmografia parziale

### Cinema
- Toy Soldiers, regia di David Andrew Fisher (1984)
- Lovelines, regia di Rod Amateau (1984)
- Mamma a tutti i costi (The Surrogate), regia di Isak Borg e Dena Hysell-Cornejo (2018)

### Televisione
- Segreti di madre e figlia (Secrets of a Mother and Daughter) – film TV (1983)
- Supercar (Knight Rider) – serie TV, 2 episodi (1984-1986)
- Il tempo della nostra vita (Days of Our Lives) – soap opera, 1961+ puntate (1986-1992, 2006-in corso)
- La signora in giallo (Murder, She Wrote) – serie TV, un episodio (1993)
- General Hospital – soap opera, 55 puntate (1993-1999)
- Port Charles – serie TV, 8 episodi (1998-1999)
- Detective Monk (Monk) – serie TV, 2 episodi (2009)
- Così gira il mondo (As the World Turns) – soap opera, 54 puntate (2000-2010)
- Chasing Life – serie TV, 7 episodi (2014-2015)
- This Just In – serie TV, 6 episodi (2016-2017)
- Days of Our Lives: Beyond Salem – serie TV, 3 episodi (2022)
- The Bay – serie TV, 109 episodi (2010-2022)

## Doppiatrici italiane
Nelle versioni in italiano delle opere in cui ha recitato, Mary Beth Evans è stata doppiata da:
- Pinella Dragani ne La signora in giallo
- Cinzia De Carolis in Body of Proof
- Beatrice Margiotti in Criminal Minds
- Paola Majano in Avvocato di difesa - The Lincoln Lawyer